# رود اسنیک
 رود اسنیک رودی است به رودخانه کلمبیا می‌ریزد. این رود از کشور ایالات متحده آمریکا می‌گذرد.